# 1760
Het jaar 1760 is het 60e jaar in de 18e eeuw volgens de christelijke jaartelling.

## Gebeurtenissen
januari
- 22 - Slag bij Vandavasi - De Britten brengen de Fransen de nekslag toe in de strijd om India.
- Eind januari - Door enkele dijkdoorbraken komt een groot deel van het Nederlandse rivierenland blank te staan. In het Rijk van Nijmegen, het Land van Maas en Waal, de Krimpenerwaard en vele andere laaggelegen gebieden moeten boerengezinnen met hun vee vluchten naar hogergelegen streken, waar ze wekenlang in rieten hutjes bivakkeren.

februari
- 11 - In Den Haag wordt de voorzitter van de Raad van State Onno Zwier van Haren door twee van zijn dochters aangeklaagd wegens seksueel misbruik.

maart
- 5 - Prinses Carolina van Oranje-Nassau huwt in de Grote Kerk te Den Haag met vorst Karel Christiaan van Nassau-Weilburg.

juni
- 23 - Een Habsburgs leger verslaat de Pruisen in de Slag bij Landshut, Silezië.

juli
- 12 tot 29 - In het beleg van Dresden wordt de hoofdstad van Saksen zwaar beschadigd door Pruisisch kanonvuur.

augustus
- 15 - Door een overwinning in de Slag bij Liegnitz weet Frederik de Grote te ontkomen uit de Oostenrijkse omsingeling.

september
- 8 - Montreal wordt veroverd door het Britse leger onder leiding van Jeffrey Amherst.

oktober
- 10 - Gouverneur Wigbold Crommelin van Suriname sluit een vredesverdrag met de Aukaners. Het verdrag wordt getekend in Bongodoti aan de Mama Ndyukakreek.

zonder datum
- Berlijn wordt door de Russen gebrandschat.
- Essaouira wordt gesticht door de Alaouieten-Sultan Mohammed ibn-Abdullah.

## Beeldende kunst

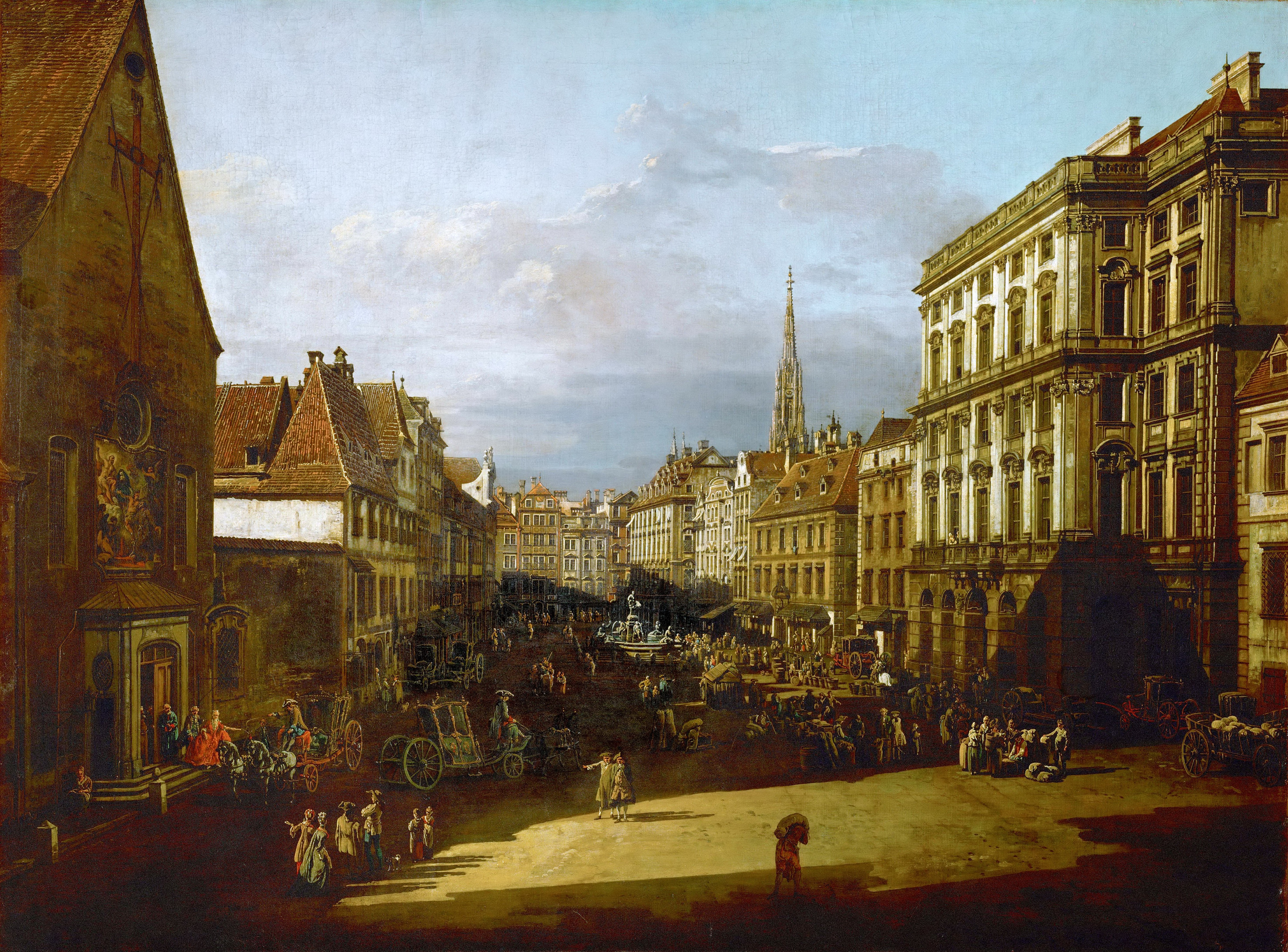
Ansicht von Wien, Mehlmarkt, Bernardo Bellotto, Kunsthistorisches Museum Wien

## Bouwkunst

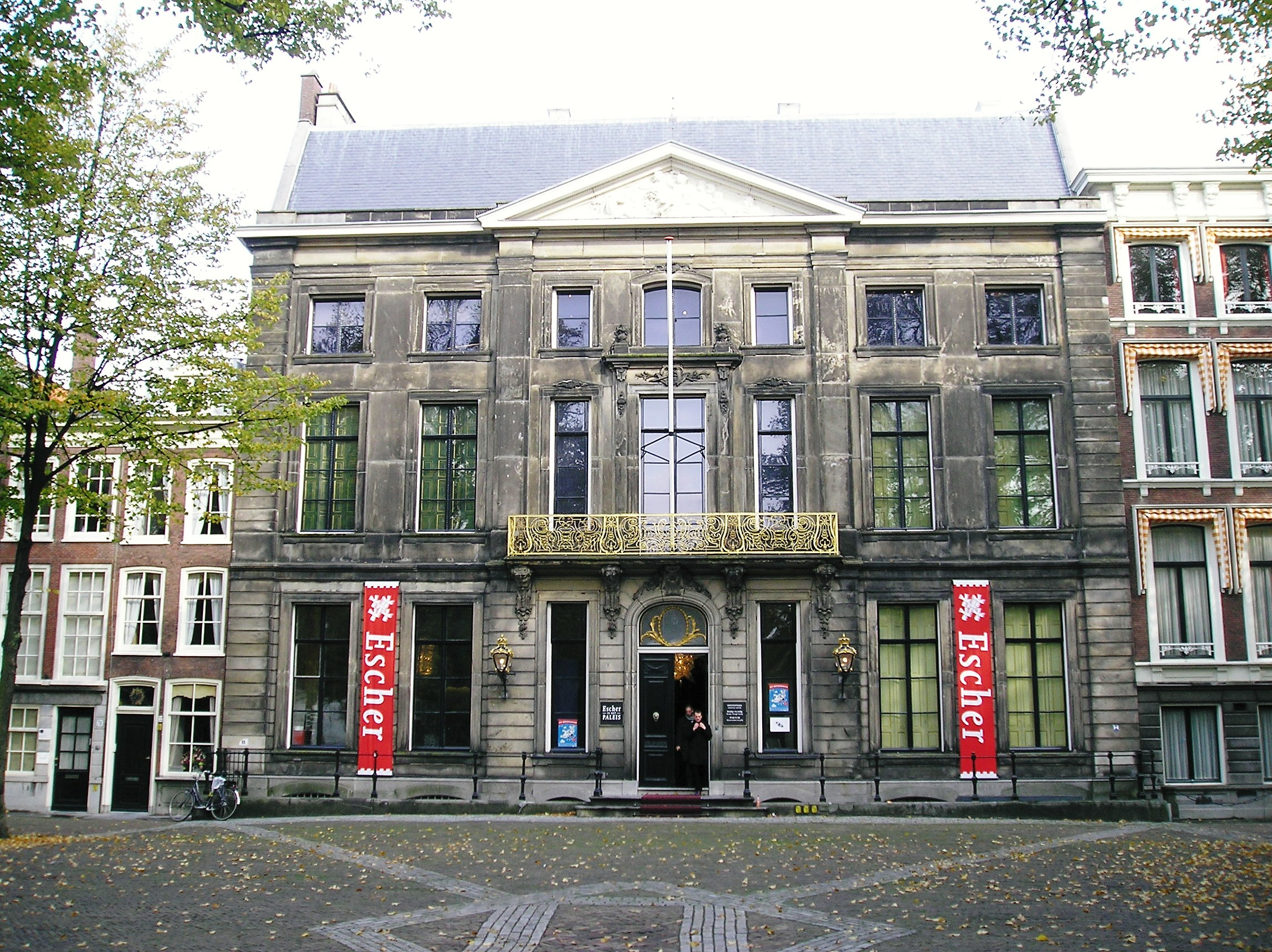
Paleis Lange Voorhout, Den Haag Pieter de Swart
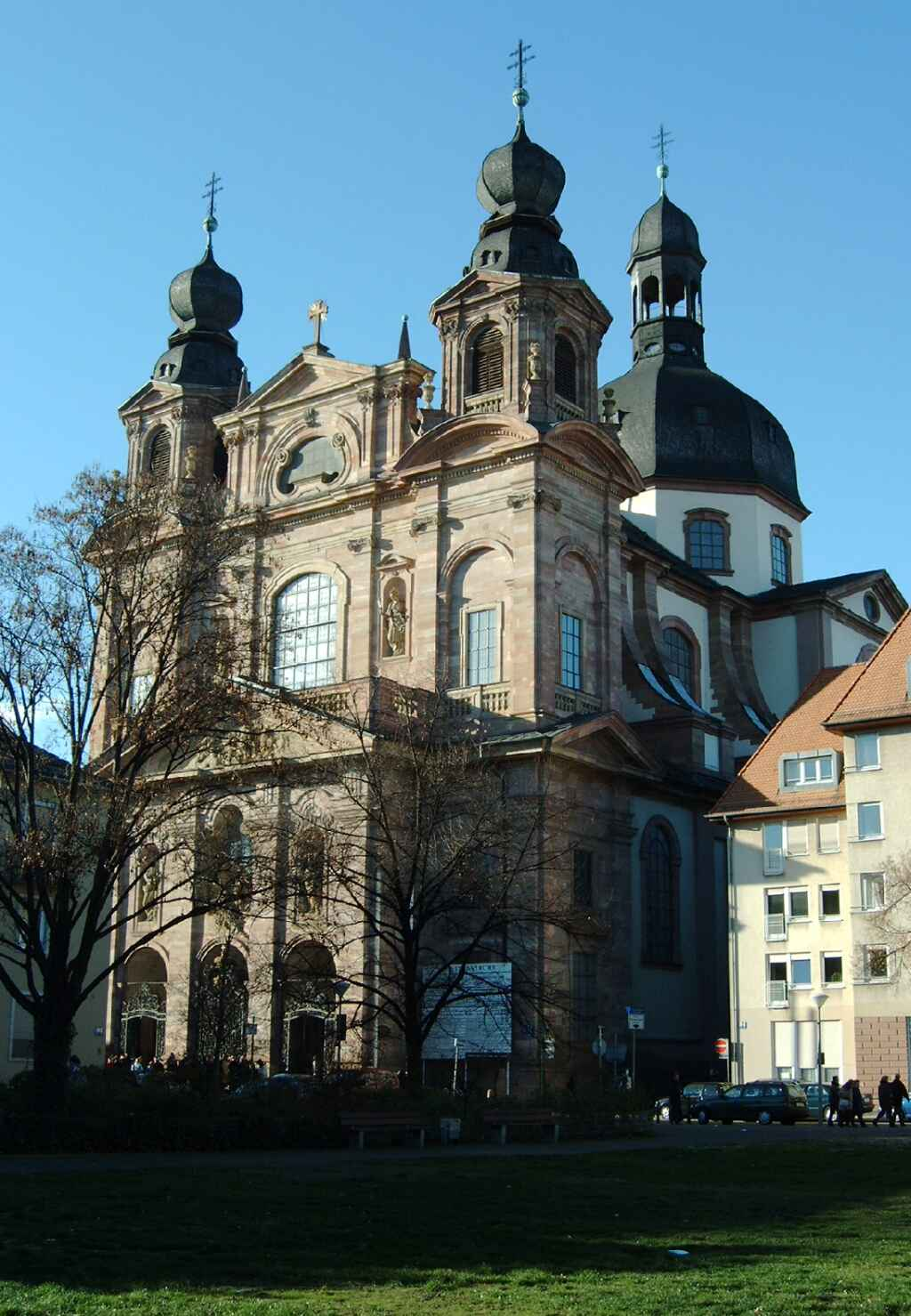
Barok, Jezuïetenkerk Mannheim